# جون جولدسميث (كاتب)
جون جولدسميث (بالإنجليزية: John Goldsmith) هو كاتب سيناريو أمريكي، ولد في 1951.